# Trycherus attenuatus
Trycherus attenuatus es una especie de coleóptero de la familia Endomychidae.

## Distribución geográfica
Habita en Uganda y en Angola.